# سيراس إتش ك. كورتيس
سيراس إتش ك. كورتيس (بالإنجليزية: Cyrus Hermann Kotzschmar Curtis) هو ناشر أمريكي، ولد في 18 يونيو 1850 في بورتلاند في الولايات المتحدة، وتوفي في 7 يونيو 1933 في Wyncote, Pennsylvania ‏ في الولايات المتحدة.

## معرض صور

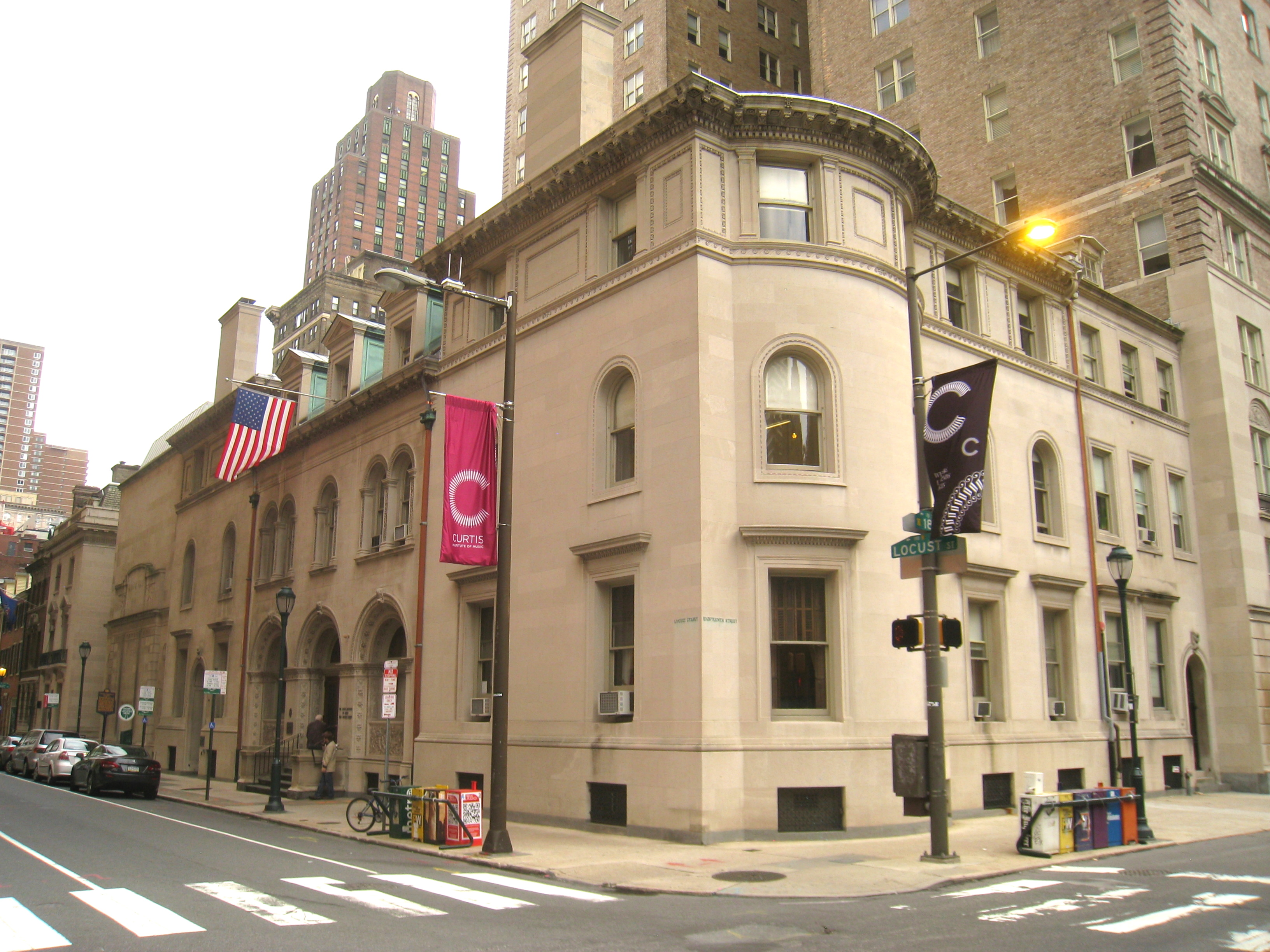
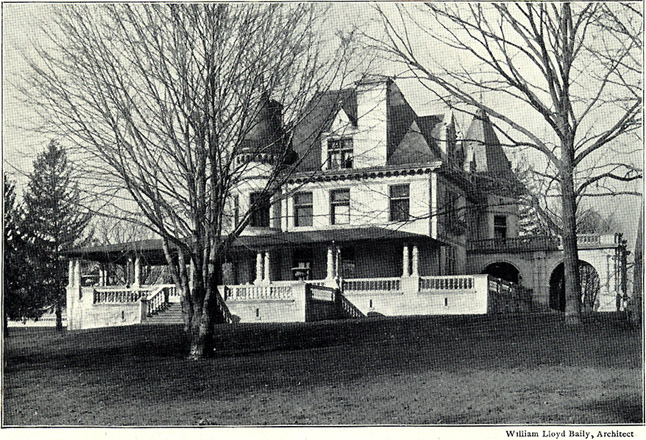
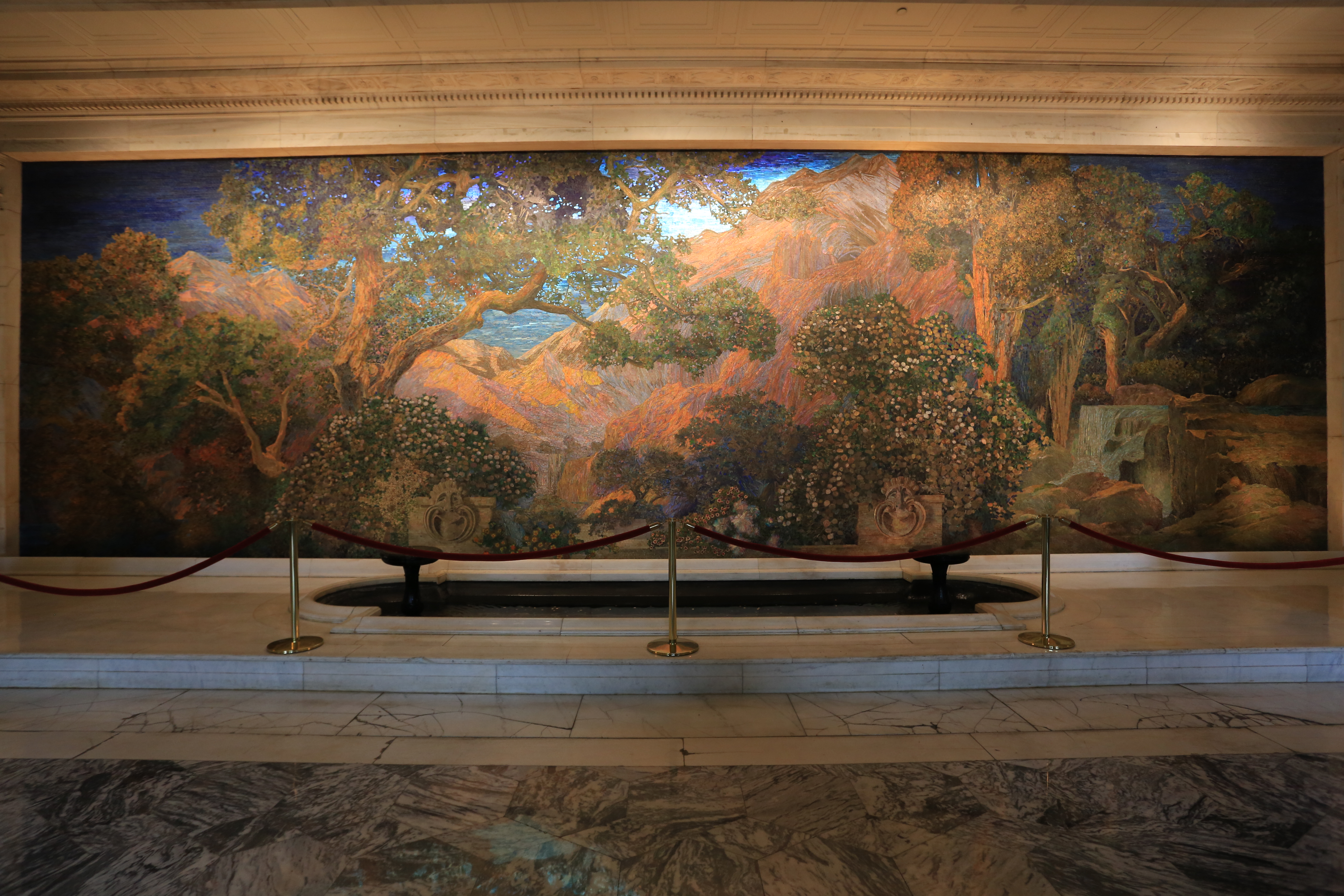
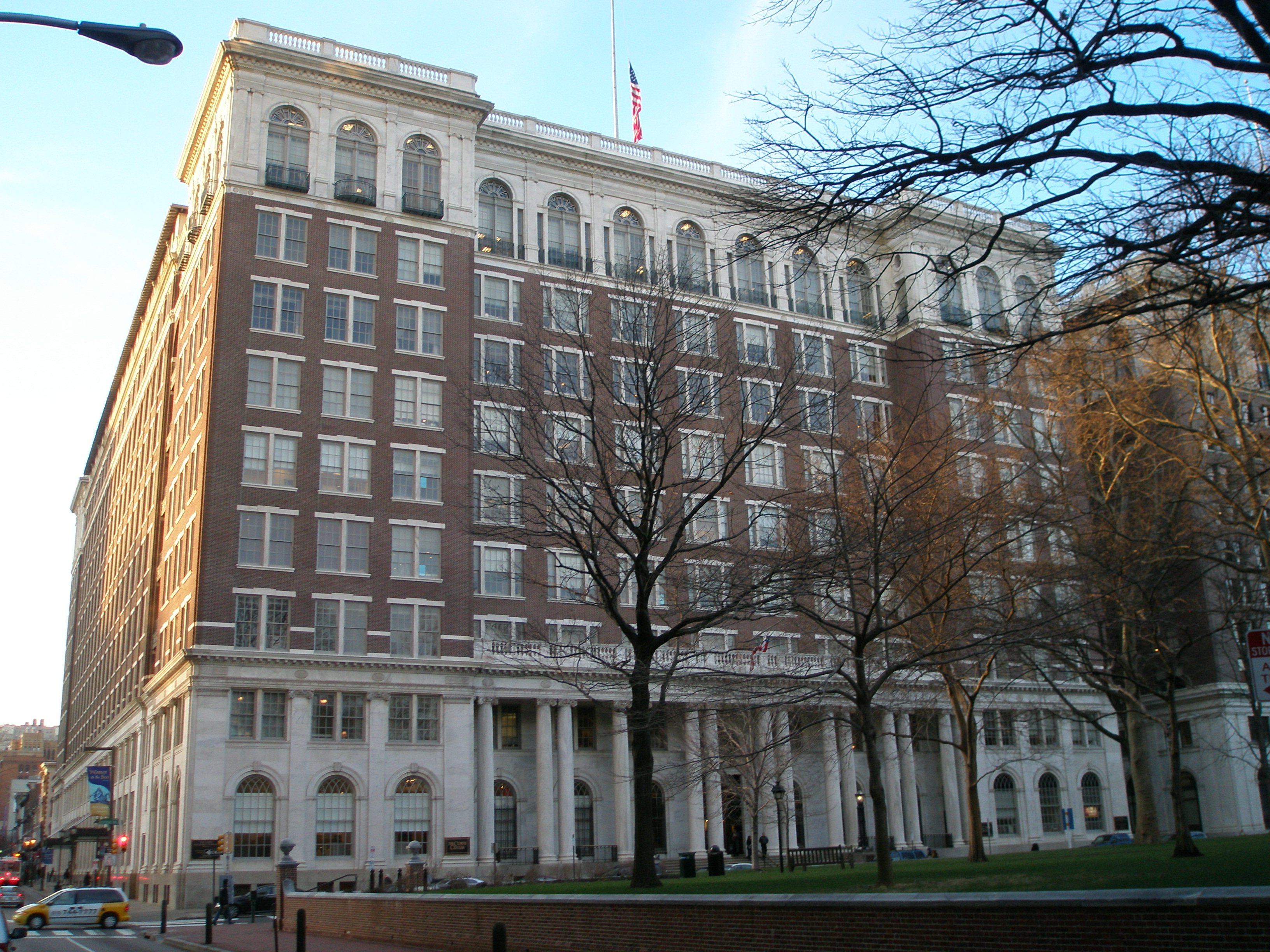
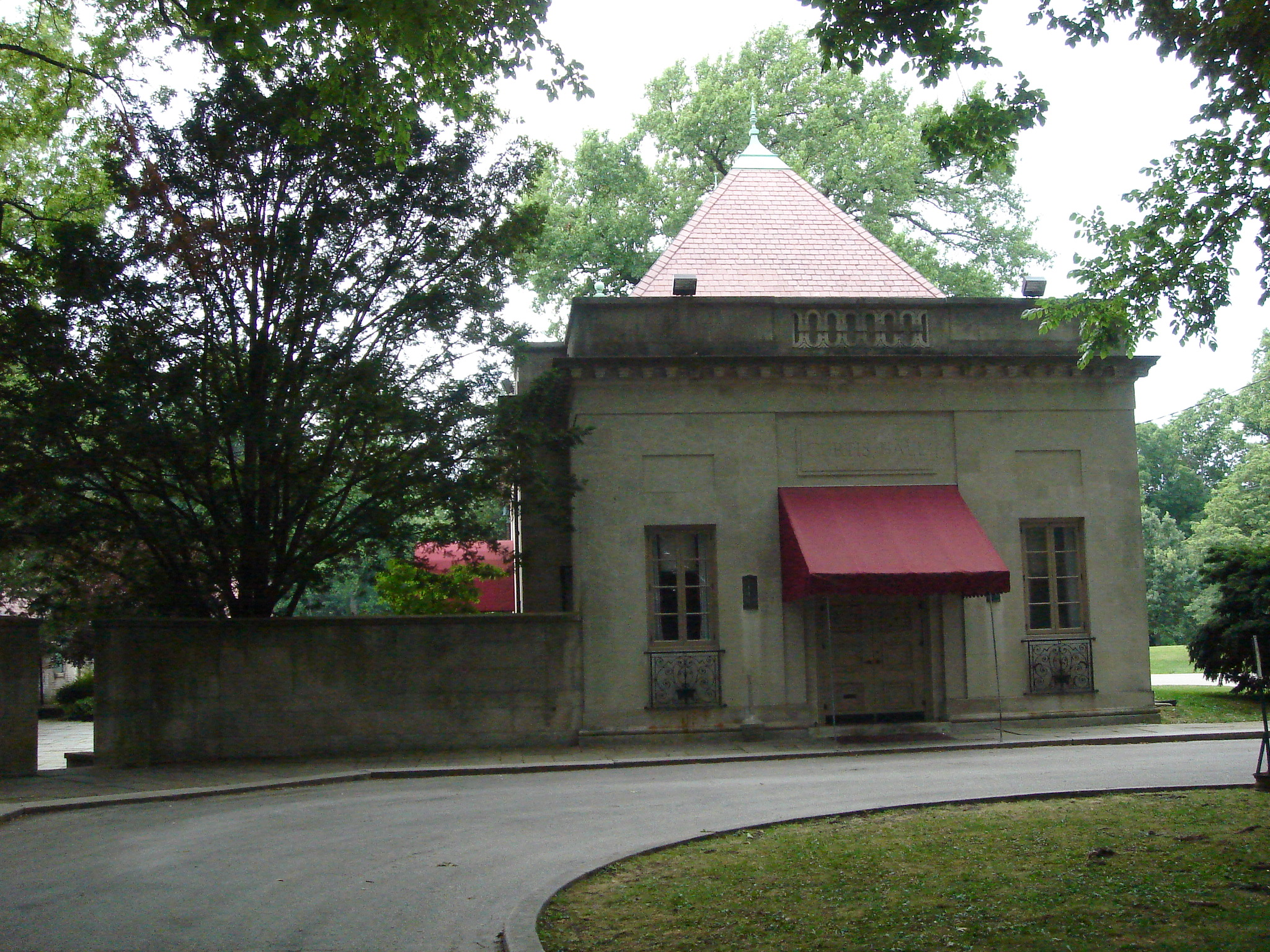

## وصلات خارجية
- سيراس إتش ك. كورتيس على موقع الموسوعة البريطانية (الإنجليزية)